# 伊莉莎白 (阿肯色州)
伊莉莎白（英語：Elizabeth）是位於美國阿肯色州富爾頓縣的一個非建制地區。該地的面積和人口皆未知。

## 地理
伊莉莎白的座標為36°19′53″N 92°05′46″W / 36.33139°N 92.09611°W，而該地的平均海拔高度為257米（即843英尺）。